# Amir Karić
Amir Karić (sinh ngày 31 tháng 12 năm 1973) là một cầu thủ bóng đá người Slovenia.

## Đội tuyển bóng đá quốc gia Slovenia
Amir Karić thi đấu cho đội tuyển bóng đá quốc gia Slovenia từ năm 1996 đến 2004.

## Thống kê sự nghiệp
| Đội tuyển bóng đá Slovenia | Đội tuyển bóng đá Slovenia | Đội tuyển bóng đá Slovenia |
| Năm                        | Trận                       | Bàn                        |
| -------------------------- | -------------------------- | -------------------------- |
| 1996                       | 3                          | 1                          |
| 1997                       | 5                          | 0                          |
| 1998                       | 3                          | 0                          |
| 1999                       | 9                          | 0                          |
| 2000                       | 11                         | 0                          |
| 2001                       | 7                          | 0                          |
| 2002                       | 11                         | 0                          |
| 2003                       | 8                          | 0                          |
| 2004                       | 7                          | 0                          |
| Tổng cộng                  | 64                         | 1                          |